# NASCAR Pro Series East
A NASCAR K&N Pro Series East é uma categoria de automobilismo regional da NASCAR (as chamadas Home Tracks fundada em 1987 com corridas pela região leste dos Estados Unidos, a sua contrapartida é a NASCAR Pro Series West com corridas na região oeste do país.

## Campeões
| Ano  | Campeão           | Piloto mais popular | Novato do ano       |
| ---- | ----------------- | ------------------- | ------------------- |
| 1987 | Joey Kourafas     | Chuck Bown          | N/A                 |
| 1988 | Jamie Aube        | Dick McCabe         | N/A                 |
| 1989 | Jamie Aube        | Jamie Aube          | Ron Lamell          |
| 1990 | Jamie Aube(3)     | Ricky Craven        | Ricky Craven        |
| 1991 | Ricky Craven      | Ricky Craven        | Tony Hirschman      |
| 1992 | Dick McCabe       | Mike McLaughlin     | Curtis Markham      |
| 1993 | Dick McCabe(2)    | Mike McLaughlin     | Andy Santerre       |
| 1994 | Dale Shaw         | Andy Santerre       | Jerry Marquis       |
| 1995 | Kelly Moore       | Mike Stefanik       | Brandon Butler      |
| 1996 | Dave Dion         | Brandon Butler      | Brad Leighton       |
| 1997 | Mike Stefanik     | Mike Stefanik       | Tracy Gordon        |
| 1998 | Mike Stefanik(2)  | Mike Stefanik       | Jeff Taylor         |
| 1999 | Brad Leighton     | Dave Dion           | Mike Bruno          |
| 2000 | Brad Leighton(2)  | Brad Leighton       | Mike Johnson        |
| 2001 | Mike Olsen        | Mike Olsen          | Brian Hoar          |
| 2002 | Andy Santerre     | Andy Santerre       | Robbie Harrison     |
| 2003 | Andy Santerre     | Andy Santerre       | Ryan Moore          |
| 2004 | Andy Santerre     | Mike Stefanik       | Ryan Seaman         |
| 2005 | Andy Santerre(4)  | Andy Santerre       | Sean Caisse         |
| 2006 | Mike Olsen(2)     | Matt Kobyluck       | Ruben Pardo         |
| 2007 | Joey Logano       | Jeffrey Earnhardt   | Joey Logano         |
| 2008 | Matt Kobyluck     | Ricky Carmichael    | Austin Dillon       |
| 2009 | Ryan Truex        | Steve Park          | Ryan Truex          |
| 2010 | Ryan Truex(2)     | Ryan Truex          | Darrell Wallace Jr. |
| 2011 | Max Gresham       | Chase Elliott       | Alex Bowman         |
| 2012 | Kyle Larson       | Chase Elliott       | Kyle Larson         |
| 2013 | Dylan Kwasniewski | Ben Kennedy         | Jesse Little        |
| 2014 | Ben Rhodes        | Ben Rhodes          | Ben Rhodes          |
| 2015 | William Byron     | Rico Abreu          | William Byron       |
| 2016 | Justin Haley      | Austin Theriault    | Hunter Baize        |
| 2017 | Harrison Burton   | Not Awarded         | Chase Purdy         |